# Thymus proximus
Thymus proximus — вид рослин родини глухокропивові (Lamiaceae), поширений у Казахстані, Росії (Алтай, Красноярськ, Західний Сибір), Китаї (Сіньцзян).

## Опис
Стебла лежачі, стрункі; родючі гілки зі спрямованою назад щільна лінія волосся від основи кожного листа, 2–6 см, іноді з вторинними гілками. Листки еліптичні, рідко яйцюваті, 0.8–1.2 см × 3–5 мм, помітно залозисті знизу листової пластини, поля цілі або нечітко дрібнозубчасті, верхівка тупа.
Суцвіття головчасті, злегка витягнуті. Квітконіжка 1–4 мм, щільно запушена. Чашечка дзвінчата, 3.5–4.5 мм, основа волосиста, верхівка оголена. Віночок ≈ 7 мм, запушений. Тичинки трохи витягнуті. Цвіте VII—VIII.

## Поширення
Країни поширення: Казахстан, Росія (Алтай, Красноярськ, Західний Сибір), Китай (Сіньцзян).
Населяє вологі долини й сонячні пагорби.